# فیلیپو د کل
فیلیپو د کل (انگلیسی: Filippo De Col؛ زادهٔ ۲۸ اکتبر ۱۹۹۳) بازیکن فوتبال اهل ایتالیا است.
از باشگاه‌هایی که در آن بازی کرده‌است می‌توان به باشگاه فوتبال هلاس ورونا، باشگاه فوتبال اسپتزیا، باشگاه فوتبال ویرتوس انتلا، باشگاه فوتبال ویرتوس لانچانو، باشگاه فوتبال چزنا، و باشگاه فوتبال آ.ث. میلان اشاره کرد.
وی همچنین در تیم‌های ملی فوتبال زیر ۲۰ سال ایتالیا و زیر ۲۱ سال ایتالیا بازی کرده‌است.